# 湖北地质博物馆
湖北地质博物馆是一个综合性地质科学博物馆，位于湖北省武汉市江汉区利济北路246号。它是湖北省内的主要自然类博物馆之一，于1956年建成。其前身为湖北省地矿局矿石、岩石、化石标本陈列室。馆内有藏品10000余件，一级藏品100多件，占地7200平方米。有古生物厅，矿物、岩石、矿床4个展厅，普通地质、地层两个展览室。发表有《湖北古生物名册》、《长江三峡东部地区震旦纪至二叠纪地层古生物剖面》和神农架地层剖面资料等地质成果。其所藏“灯影恰尼虫”化石为全球仅有的恰尼虫实体化石，其他有名的藏品还有郧县出产的恐龙化石、恐龙蛋化石、天外来客光化铁陨石、铁化木、铲齿象化石、剑齿虎头骨化石等。